# Inversion utérine
Pour les articles homonymes, voir Inversion.

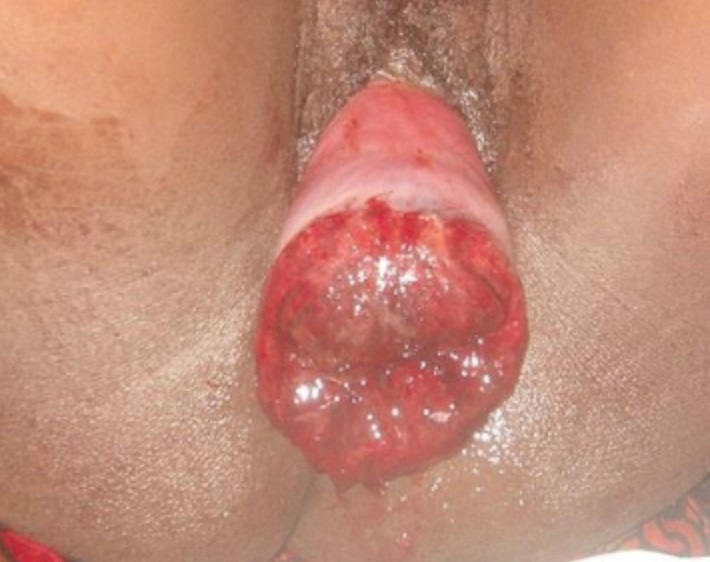
L'inversion utérine complète est une complication rare de l’accouchement potentiellement grave. Le corps utérin se retourne en doigt de gant et fait saillie dans le vagin.

Une inversion utérine est une complication de l'accouchement potentiellement fatale, avec un taux de survie maternel d'environ 85%. Elle se produit lorsque le placenta ne parvient pas à se détacher de l'utérus lors de sa sortie ; il tire alors sur sa surface interne et le retourne.

## Causes
La cause la plus courante est une mauvaise gestion de la 3e phase du travail d'accouchement, avec par exemple une expression abdominale ou une traction excessive sur le cordon ombilical.
Les autres causes naturelles peuvent être :
- Un cordon ombilical trop court
- Une faiblesse congénitale ou non de l'utérus
- Un accouchement trop rapide

L'inversion utérine est plus courante dans une grossesse multiple que simple.
Son incidence est de 1/2000 grossesses.

## Types
- 1 : Retournement complet, visible au-delà du col de l'utérus.
- 2: Retournement incomplet, visible seulement au niveau du col de l'utérus[1].

## Complications associées
- Placenta praevia
- Implantation du placenta au fond de l'utérus
- Utilisation de sulfate de magnésium
- Expression abdominale vigoureuse
- Traction répétée sur le cordon ombilical
- Cordon ombilical court

## Présentation
L'inversion utérine est souvent associée à une importante hémorragie de la délivrance. On pensait traditionnellement que le choc hémodynamique était disproportionné par rapport à la perte de sang ; toutefois, cette perte a souvent été sous-estimée. L'effet parasympathique de la traction sur les ligaments utérins peut provoquer une bradycardie.

## Gestion
Le principe général de gestion est de traiter le collapsus et de repositionner l'utérus. La patiente devrait être rapidement emmenée au bloc opératoire pour faciliter le monitoring de l'anesthésie durant la procédure. Il s'agit d'une véritable urgence obstétricale, nécessitant la présence de médecins, infirmières et anesthésistes supplémentaires.
En général, cette complication n'est reconnue qu'après la délivrance du placenta, et donc après la mise sous ocytocine de la patiente, qui ne fait qu'exacerber le problème. L'utérus se contracte autour de l'inversion, rendant son repositionnement très difficile.  Il faut immédiatement arrêter la perfusion d'ocytocine. La prise de tocolytiques comme la terbutaline ou le sulfate de magnésium a peu de succès, moins que la prise d'Halothane et de nitroglycérine (100 μg à 200 μg en intraveineuse).
Une fois que la relaxation de l'utérus est atteinte, le praticien doit placer son poing dans le vagin de la patiente, puis trouver la plus grande partie de l'inversion et pratiquer une poussée céphalopète avec le poing pour repositionner l'utérus. La poussée doit être ferme et surtout constante ; il ne faut pas déplacer le poing même pour reposer la main. La force exercée doit ensuite être déplacée en direction du fond de l'utérus. On peut utiliser son autre main à l'extérieur de l'abdomen pour aider à sentir où replacer le fond de l'utérus et ainsi guider le poing.
Une fois le repositionnement effectué, il est conseillé de donner à la patiente du Misoprostol (1000 μg en prise rectale) pour aider à retrouver un tonus utérin suffisant. On peut également utiliser d'autres médicaments tels que le Methergine et l'Hemabate. En cas de forte hémorragie, il peut être pertinent d'insérer un ballon de Bakri dans la cavité utérine pour étancher le saignement.
Les patientes auront généralement perdu beaucoup de sang, et doivent bénéficier d'un monitoring post-opératoire en unité de soins intensifs. En cas de prise de nitroglycérine, elles doivent recevoir un monitoring cardiaque.
Il faut monitorer les signaux vitaux, préparer une transfusion sanguine et stabiliser la patiente. Notez que la nitroglycérine peut causer une hypotension, qui peut être contrée par de l'éphédrine.
En cas d'échec du repositionnement externe, une laparotomie peut être pratiquée pour repositionner délicatement l'utérus à l'aide de forceps.